# Benifato
Benifato – gmina w Hiszpanii, w prowincji Alicante, we wspólnocie autonomicznej Walencja, o powierzchni 11,88 km². W 2011 roku liczyła 202 mieszkańców.
Jedyną zarejestrowaną działalnością gospodarczą jest rolnictwo zasilane deszczem, oparte na oliwkach i migdałach.